# Moses Coit Tyler

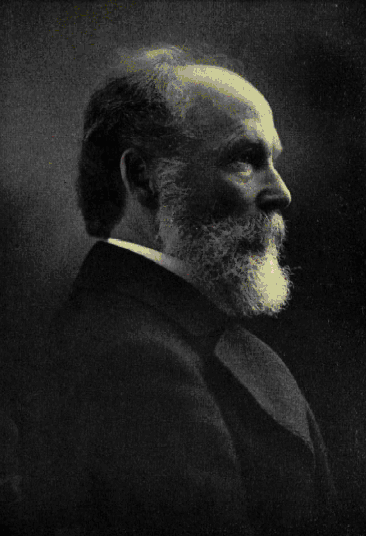
Moses Coit Tyler

Moses Coit Tyler (geboren am 2. August 1835 in Griswold, Connecticut; gestorben am 28. Dezember 1900 in Ithaca, New York) war ein amerikanischer Historiker und Literaturwissenschaftler.

## Leben
Tyler verbrachte eine recht unstete Kindheit in verschiedenen Kleinstädten der Bundesstaaten New York und Michigan; 1842 ließ sich seine Familie dauerhaft in Detroit nieder. 1850 verließ er sein Elternhaus und wurde im zarten Alter von fünfzehn Jahren Lehrer an einer Landschule im Dorf Romeo, rund 50 km nördlich von Detroit, schlug sich später als fahrender Buchhändler durch und begann schließlich 1853 ein Studium an der University of Michigan. Im zweiten Studienjahr wechselte er an das renommierte Yale College, wo er 1857 den B.A., 1863 den M.A. erhielt. Zwischenzeitlich studierte er an der Yale Divinity School (1857–1858) und dem Andover Theological Seminary (1858–1859) für das kongregationalistische Priesteramt und wirkte auch als Pfarrer in Owego und Poughkeepsie, gab diese Laufbahn jedoch wegen gesundheitlicher Probleme auf. Nach einem Nervenzusammenbruch im Oktober 1862 genas er mit der Hilfe eines gymnastischen Therapieprogramm eines gewissen Dr. Dio Lewis und wurde so zu einem überzeugten Vertreter für Lewis’ patentierte „musische Gymnastik“ (musical gymnastics). 1863 reiste er nach England, um Lewis’ Therapieprogramm auch dort zu vermarkten. Bei seinen Vorträgen sah er sich allerdings bald zahlreichen neugierigen Fragen über Wesen und Geschichte der USA gegenüber und hielt so bald auch Vorträge zu diesen Themen.
Nach seiner Rückkehr in die USA wurde er 1867 zum Professor für Rhetorik und Englische Sprache und Literatur an der University of Michigan berufen. 1873–74 unterbrach er seine Lehrtätigkeit und wirkte in New York als verantwortlicher Redakteur des Literaturressorts der Zeitschrift Christian Union, die von Tylers Vorbild Henry Ward Beecher geleitet wurde. Als die Cornell University als erste Hochschule überhaupt einen Lehrstuhl für amerikanische Geschichte stiftete, wurde Tyler auf den Posten berufen; 1884 zählte er zu den Gründern der American Historical Association. 1883 wurde er als Priester der episkopalischen Kirche ordiniert, wirkte aber nicht wieder als Gemeindepfarrer. 1898 wurde er in das National Institute of Arts and Letters gewählt.

## Werk
Tyler schrieb zwei umfassende Werke zur amerikanischen Literaturgeschichte der Kolonial- und Revolutionszeit. Zwar gab es im 19. Jahrhundert zuvor schon Ansätze zu einer Darstellung der amerikanischen Literaturgeschichte – so insbesondere Samuel Knapps Lectures on American Literature (1829), Henry Theodore Tuckermans Abriss A Sketch of American Literature (1852) und vor allem die Cyclopedia of American Literature (1855) der Brüder George und Evert A. Duyckinck – doch waren Tylers Werke die ersten systematischen Literaturgeschichten in Buchlänge. Anders als die alphabetisch geordnete und unverfänglich deskriptiv-bibliografische Cyclopedia der Duyckincks ging Tyler chronologisch vor und legte größeren Wert auf die ästhetisch-literarischen Qualitäten der besprochenen Autoren. Auch wenn Tylers Urteile in Ermangelung eines festen Methodenapparates oft recht impressionistisch ausfallen, können sie bis heute mindestens ob ihrer stilistischen Brillanz mit Gewinn gelesen werden.
Tyler trug so einiges dazu bei, dass die amerikanische Literatur in der Folge zunehmend als eigenständige und von der englischen verschiedene Nationalliteratur begriffen wurde und als solche auch Gegenstand akademischer Forschung und Lehre wurde. So wird er oftmals als einer der Stammväter der American Studies angesehen.

## Schriften
- (Hrsg.) The Brawnville Papers: Being Memorials of the Brawnville Athletic Club. Fields, Osgood, & Co., Boston 1869 (Digitalisat).
- History of American Literature during the Colonial Period, 1607–1765. 2 Bände. G. P. Putnam’s Sons. New York 1879 (Digitalisat).
- (Hrsg.) In Memoriam: Edgar Kelsey Apgar. Ithaca, NY 1885.
- Patrick Henry. Houghton & Mifflin, Boston 1888 (Digitalisat).
- Three Men of Letters. G. P. Putnam’s Sons, New York 1895 (Aufsätze zu George Berkeley, Timothy Dwight und Joel Barlow; Digitalisat).
- Literary History of the American Revolution, 1763–1783. 2 Bände. G. P. Putnam’s Sons, New York 1897 (Digitalisat Band 1).
- Glimpses of England: Social, Political, Literary. G. P. Putnam’s Sons, New York 1898.
- Jessica Tyler Austen (Hrsg.): Moses Coit Tyler, 1835–1900: Selections from his Letters and Diaries. Doubleday, Page & company, Garden City, NY 1911 (Digitalisat).